# Rock 'n Soul Part 1
Rock 'n Soul Part 1 è un album raccolta del duo Hall & Oates, pubblicato nel 1983.
Nel 2004 l'album è stato ristampato dalla BMG con due bonus track.

## Tracce
1. Say it isn't So – 4:17
2. Sara Smile – 3:07
3. She's Gone – 3:24
4. Rich Girl – 2:23
5. Kiss on My List – 3:48
6. You Make My Dreams – 3:10
7. Private Eyes – 3:29
8. Adult Education – 5:39
9. I Can't Go for That (No Can Do) – 3:39
10. Maneater – 4:34
11. One on One – 3:53
12. Wait for Me (Live Version) – 6:09

### Bonus track ristampa BMG 2004
1. Family Man
2. You've Lost That Lovin' Feelin'